# O͘
O͘ è una delle sei vocali della lingua taiwanese scritte nell'ortografia Pe̍h-ōe-jī (POJ). È una normale o seguita dal carattere Unicode U+0358 (PUNTO SUPERIORE DESTRO COMBINANTE), e non deve essere confusa con il vietnamita Ơ. Si pronuncia come una vocale posteriore semiaperta arrotondata, ɔ.
Questa lettera non è ben supportata dai caratteri tipografici ed è spesso dattilografata o come o· (usando il punto mediano), o• (usando il punto elenco), oo, oppure ou.
Poiché il taiwanese è una lingua tonale, la lettera normale senza un segno diacritico rappresenta la vocale nel primo tono, le altre quattro categorie di toni possibili richiedono che sopra di essa sia scritto uno dei seguenti simboli tonali:
- Ó͘ ó͘ (secondo tono)
- Ò͘ ò͘ (terzo tono)
- Ô͘ ô͘ (quinto tono)
- Ō͘ ō͘ (settimo tono).

## Storia
Il carattere fu introdotto dal missionario Elihu Doty, residente a Xiamen, a metà del XIX secolo, come modo per distinguere le vocali della lingua min nan /o/ e /ɔ/ (quest'ultima che sarebbe diventata <o͘>). Da allora è diventata consolidata nell'ortografia Peh-oe-ji, registrando solo occasionali deviazioni all'inizio del suo utilizzo - un esempio essendo il dizionario del 1873 di Carstairs Douglas, dove egli sostituì la o͘ con ø͘ (questa lettera può essere ricreata usando lettera o latina minuscola con trattino obliquo e punto superiore destro combinante: U+00F8 più U+0358).